# Coruche (Aguiar da Beira)
Coruche ist ein Dorf und eine ehemalige Gemeinde (Freguesia) im portugiesischen Kreis Aguiar da Beira im Distrikt Guarda.

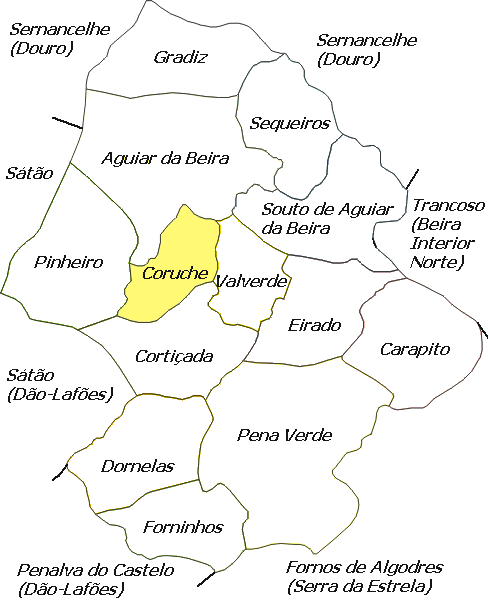
Lage der Freguesia Coruche im Kreis Aguiar da Beira bis September 2013

Die Freguesia Coruche hatte eine Fläche von 7,6 km² und 155 Einwohner (Stand 30. Juni 2011).
Am 29. September 2013 wurden die Freguesias Coruche  und Aguiar da Beira zur neuen Freguesia União das Freguesias de Aguiar da Beira e Coruche zusammengefasst.